# رينولد توكسن
رينولد توكسن (بالألمانية: Reinhold Tüxen) (و. 1899 – 1980 م) هو عالم نبات من ألمانيا .
توفي في رينتلن ، عن عمر يناهز 81 عاماً.

## جوائز
حصل على جوائز منها:
- Order of Merit of the Federal Republic of Germany.